# David Grace
David Grace (Leeds, 5 maggio 1985) è un giocatore di snooker inglese.

## Carriera
David Grace ha una grande carriera giovanile, nella quale vince l'English Amateur Championship nel 2005 e nel 2008. Riesce anche a portare a casa lo European Snooker Championship nello stesso anno, battendo in finale Craig Steadman, ottenendo una carta da professionista per la stagione 2008-2009.
Il suo esordio nel Main Tour non è da ricordare, infatti l'inglese non prende parte a nessun torneo eccetto l'evento di qualificazione al Masters, dove esce al primo turno. Nel 2009 ottiene l'argento ai Giochi mondiali, dopo essere stato sconfitto da Nigel Bond nella finale del torneo.

### Stagione 2015-2016
Grace torna professionista nel 2011, ma il suo risultato più importante lo ottiene allo UK Championship 2015, in cui raggiunge a sorpresa le semifinali. Dopo essere partito da testa di serie numero 80, l'inglese si fa largo battendo al primo turno Andrew Higginson per 6-1, poi elimina Robert Milkins 6-2, vince contro Jack Lisowski per 6-4, contro il campione del mondo 2002 Peter Ebdon con il punteggio di 6-2 e batte anche Martin Gould ai quarti, per 6-5 al frame decisivo. In semifinale incontra Liang Wenbó e viene sconfitto per 6-4, dopo essere stato avanti 4-2. Successivamente, Grace viene invitato al World Grand Prix, dopo aver accumulato £41.250 fino a quel momento, ma esce al primo turno contro Mark Allen.

### Stagione 2016-2017
Nella stagione 2016-2017 Grace arriva per due volte ai quarti (Paul Hunter Classic e Shoot-Out). Al termine dell'annata si qualifica per la prima volta in carriera al Campionato mondiale, battendo nei turni preliminari Thor Chuan Leong, Mark Joyce e Sunny Akani. Il suo cammino termina subito al primo turno, in cui viene eliminato da Kyren Wilson per 10-6.

### 2017-2019
Esce dal Main Tour al termine della stagione 2017-2018, non riuscendo a risalirci tramite gli eventi Q School. Nel 2018 riesce a vincere due tornei del Challenge Tour, posizionandosi al 2º posto nella classifica finale, dietro a Brandon Sargeant, ritornando così tra i 128 professionisti per le stagioni 2019-2020 e 2020-2021. Nel frattempo da dilettante partecipa al Gibraltar Open, arrivando addirittura agli ottavi, dopo aver battuto anche Peter Ebdon ai trentaduesimi.

### Stagione 2019-2020
Nel suo ritorno nello snooker professionistico, Grace prende parte a molti eventi, conquistando i quarti al Gibraltar Open come miglior risultato; qui viene eliminato da Mark Williams per 4-1.

## Ranking[18]
| Stagione  | Ranking iniziale | Ranking finale |
| --------- | ---------------- | -------------- |
| 2008-2009 | Non classificato | 93             |
| 2011-2012 | Non classificato | 80             |
| 2012-2013 | Non classificato | 88             |
| 2013-2014 | 87               | 87             |
| 2014-2015 | Non classificato | 111            |
| 2015-2016 | 85               | 60             |
| 2016-2017 | 60               | 44             |
| 2017-2018 | 44               | 71             |
| 2019-2020 | Non classificato | 69             |
| 2020-2021 | 69               |                |